# 发保
法保（17世纪?—1710年），或作發保，都英额赫舍里氏，滿洲正黄旗人。
辅政大臣、一等公索尼第六子，康熙年间官至内大臣。
康熙六年十月，索尼病逝後，予法保承襲索尼一等公爵。
康熙十五年正月，加一等公內大臣法保、一等公彭春、三等公倭赫、和碩額駙尚之隆、耿聚忠、和碩額駙品級耿昭忠等，太子太保。
康熙二十二年三月，康熙帝諭曰：「法保係懶惰革職，隨旗行走之人，並不思效力贖罪，在外校射為樂，索額圖亦不教訓」。因此削公爵和太子太保。
康熙四十一年，心裕被革去領侍衛內大臣及一等伯後。袭兄长心裕遗留的一等伯爵。
康熙四十九年病逝。

## 亲属
父：索尼。
- 子：
  - 法尔萨，袭一等伯,官至散秩大臣。妻爱新觉罗氏，惠郡王博翁果诺之女。
  - 哈尔萨，袭佐领。妻爱新觉罗氏，贝勒察尼之女。
  - 达尔马，袭一等公,官至副都统。
  - 那思泰

已知的姐妹有两位，一位为安和亲王岳乐福晋，另一位为豫亲王多铎四子贝勒察尼夫人；已知有一位孙女，嫁给宗室副理事官穆特布为妻。